# Maria Thayer
Maria Thayer, född 30 oktober 1975 i Boring, Clackamas County, Oregon, är en amerikansk skådespelare. Hon är mest känd för sin roll som Rory i Accepted och Tammi Littlenut i Strangers with Candy. Thayer medverkar även i Dumpad som Wyoma.